# Bűbájos bajok
A Bűbájos bajok Sir Terry Pratchett negyedik regénye a Korongvilág-könyvsorozatból. Eredetileg angolul jelent meg, 1988-ban, magyar nyelven 1999-ben adta ki a Cherubion Kiadó.

## Történet
|  | Alább a cselekmény részletei következnek! |

A könyv a mágiáról szól, illetve az általa a világban okozott károkról. Természetesen ezúttal is csak egy hajszálon múlik, hogy a valóság vissza fog-e térni abba a tartományba, amely a józan ész határain innen található; hogy flúgos főhőseink megtalálják-e önmagukat; illetve, hogy a Patríciusnak hátralévő életét gyík alakjában kell-e eltöltenie.
Ajánló
A varázslók számára a szex tabutéma. S hogy miért? A rangidős mágusok azzal magyarázzák, hogy a Láthatatlan Egyetem vízvezeték-rendszere, a hálótermek elrendezése és miegymás nem tudja biztosítani a nők számára az elszállásolást, továbbá a szex miatt gyengülnek a varázslatos képességek – azonban a valódi ok már réges-rég feledésbe merült. Egy átlagember nyolcadik fia számára természetes, hogy mágusnak adja a fejét, ugyanis a nyolcas szám hatalmas erőt biztosít neki. Ha azonban a nyolcadik fiú nyolcadik gyermeke világra jön, az varázslás a négyzeten: így születnek a bűbájosok, akikre semmiféle természeti törvény – így a halál sem vonatkozik. Valaha, amikor a mágia zabolátlan volt a Korongvilágon, sok bűbájos élt, azonban sok száz évvel ezelőtt eltávoztak, s mára feledésbe merültek. A mágia megszelídült, s manapság a varázslókra úgy gondolnak az emberek, mint maguknak való, hóbortos öregurakra. Egészen addig a percig, amíg a Láthatatlan Egyetem kapuján be nem lép egy tízéves kisfiú óriási varázsbottal a kezében...
Széltolót, a varázslót legutóbb a Mágia fénye című regényben láttuk utoljára, amikor is az unalom csodálatos hónapjai köszöntöttek rá. Mérsékelten boldogan – legalábbis kiegyensúlyozottan – éldegélt az Egyetem egyik szobájában, a Könyvtáros segédjeként. A kaland azonban ezúttal is fejbe kólintja – a hajóként remegő falról lehulló vakolat képében.
A Poggyász – akit legutóbbi útitársa, Kétvirág rá hagyományozott – követi őt tűzön-vízen át, s ezúttal még a korábbiaknál is furcsább emberekkel találkoznak, akik másnak mutatják magukat, mint akik valójában. Széltolónak nemcsak a saját irháját kell megmentenie, hanem a világ végét is el kell odáznia, ha egy mód van rá. Ennek kapcsán felbukkan a regényben az Apokalipszis (apokrif apokalipszis) négy lovasa, akik közül hárman a meglovasított lovaik miatt egy kocsmában ragadnak, ahol minden eseményről lemaradnak, továbbá a Jégóriások, akik meglehetősen undokok, s végül még azok a lények is, akikkel az előző regényben már találkozhattunk: az alacsonyabbrendű létsík Izéi.
A könyv tobzódik a helyzetkomikumban, szóviccekben, akcióban, ugyanakkor nem mentes a drámától, s még komoly mondanivalója is akad. Mindent összevetve azonban egy szórakoztató, könnyed fantasy-paródia, Pratchett egy igen jól sikerült regénye.
|  | Itt a vége a cselekmény részletezésének! |

## Fontosabb szereplők

### Széltoló
Varázsló a Láthatatlan Egyetemen, még ha 16 év alatt egyetlen vizsgát sem volt képes letenni. Állítólag még egy döglött halnak is több mágikus képessége van nála. Azonban a tehetség nem minden, elég, ha tudja magáról, hogy varázsló, s ezt el is árulja róla a kalapján látható hibás felirat (VARÁSZLO). Képessége van túlélni, elfutni, tájékozódni a térben, illetve tíznél is több nyelven segítségért kiáltani és az életéért könyörögni.

### Zseton
A Korongvilágot megrengető bűbájos, aki mindennél és mindenkinél hatalmasabb, kivéve a tényleges testmagasságát: ugyanis alig múlt tízéves. Veres Ipszilór, az önfejű, önhitt és önelégült egykori mágus nyolcadik fia. Ipszilórt a regény elején el akarja vinni a Halál, de ő cselhez folyamodva elrejti a lelkét egy saját készítésű varázsbotba, ahonnan irányítani tudja újszülött fiát.

### Conina
A gyönyörűen vonzó, ugyanakkor halálosan veszélyes leányzó a Mágia fényéből ismert Cohen, a barbár egy kései utódja, aki a Korong legprofibb tolvaja. Hiába szeretne fodrász lenni, ösztönei folyton a veszély és a harc irányába vezérlik őt. Ő rángatja bele Széltolót ebbe a kalandba.

### Ince
Más néven „a Pusztító”, Herbadt, az Élelmiszerkereskedő fia. A girhes fiatalember barbárképző könyvből próbálja meg e zord foglalkozás csínját-bínját elsajátítani, azonban legalább olyan messze áll a dologtól, mint Széltoló a varázslástól. Fejest ugrik a nagy veszélybe, de ha harcra kerül a sor, egy „Elnézést...” kezdetű monológgal próbálja meg elmagyarázni a dolgokat.

### Kerőzus
Al Khali serifája, gazdagsága mértéktelen, azonban őt ez a legkevésbé sem érdekli. Folyton strófákban beszél, legalábbis, amikor kellő mennyiségű alkohol lecsúszik a torkán. A józanságot nem szereti, attól cinikussá válik. Imádja a verseket, maga is próbálkozik a költészettel, és izgalomba jön, ha mesét mondanak neki. Háremhölgyeinek ez az egyetlen feladata...
Folytatás
A bűbájos ugyan eltávozik a világból a történet végén, azonban Széltoló és hűséges Poggyászának története tovább folytatódik a (Faust) Erik című regényben.

## Magyarul
- Bűbájos bajok. Nagy bajban a Korongvilág. Fantasy regény; ford. Sohár Anikó; Cherubion, Debrecen, 1999 (Osiris könyvek)
- Bűbájos bajok. Történet a Korongvilágról; ford. Farkas Veronika; Delta Vision, Bp., 2020